# Gregueria
Gregueria – krótka forma literacka, którą wprowadził do literatury hiszpański pisarz Ramón Gómez de la Serna. 

## Charakterystyka
Jest to rodzaj aforyzmu. Zamyka się zazwyczaj w jednym zdaniu, ma zwięzłą formę. W przeciwieństwie jednak do tradycyjnego aforyzmu, nie jest sentencją o charakterze filozoficznym czy moralnym. Treść ma bardziej poetycką, używa przenośni, swobodnych — często surrealistycznych — skojarzeń i gry słów, zestawiając ze sobą w zaskakujący sposób i na różnych poziomach semantycznych słowa, myśli i przedmioty. Ponadto zazwyczaj przesycona jest swoistym humorem. Jak mówił sam autor: "Gregueria to dowcip plus metafora".

## Znaczenie w kulturze
Sposób dostrzegania rzeczywistości poprzez greguerie wywarł silny wpływ na awangardowych twórców XX w. w Europie i Ameryce Południowej, co można zauważyć np. w filmach Luisa Buñuela lub w spuściźnie Salvadora Dalí. W Polsce do formy greguerii nawiązywał czasem w swoich aforyzmach Stanisław Jerzy Lec. 

## Przykłady greguerii
Ogród botaniczny jest jedynym miejscem, w którym drzewa noszą wizytówki (Ramón Gómez de la Serna).
Chrapanie jest zbyt głośnym siorbaniem zupy przez sen (Ramón Gómez de la Serna).
Nie ważne, czy mamy bakterie, czy nie — istotne jest, czy są one wytresowane, czy nie (Ramón Gómez de la Serna).